# 第一回林檎班大會的模樣
《第一回林檎班大會的模樣》（第一回林檎班大会の模様）是日本音樂家椎名林檎第九張DVD，和《平成風俗》一起於2007年2月21日發行。發行當週即賣出2.3萬張，總計銷售量3.5萬張，名列2007年年度銷售榜第43位。
此張DVD是收錄椎名林檎《第一回林檎班大會 ADULT ONLY》演唱會中，其演唱的歌曲及幕後花絮。特別的是這場演唱會是僅舉辦給官方歌迷。

## 曲目
椎名林檎×齋藤毅
1. 枯葉
2. 歌舞伎町的女王（歌舞伎町の女王）
3. 意識
4. 莖
5. Dynamite（ダイナマイト）
原唱：Brenda Lee
6. la salle de bain（la salle de bain）
7. 木瓜芒果（パパイヤマンゴー）
原唱：Rosemary Clooney
8. 夢醒之後（夢のあと）
9. 席德與白日夢（シドと白昼夢）
10. 迷彩
椎名林檎×長谷川清志（日语：長谷川きよし）＋MAKI
11. 幸福論（幸福論）
12. 石膏
13. Fly me to the moon（Fly me to the moon）
原唱：Felicia Sanders
14. 補妝
15. 蘋果之歌（りんごのうた）
16. 祭典騷動（御祭騒ぎ）
17. 灰色眼神（灰色の瞳）
原唱：長谷川清志、加藤登紀子
18. 離別的森巴（別れのサンバ）
原唱：長谷川清志
東京事變×長谷川清志
19. 落日

## 銷售排行

### Oricon 銷售榜(日本)[1]
| 發行日期                             | 排行榜                 | 最高排名 | 第一週銷售量 | 總銷售量 | 連續上榜次數 |
| ------------------------------------ | ---------------------- | -------- | ------------ | -------- | ------------ |
| 2007年2月21日 第一回林檎班大會的模樣 | Oricon DVD日銷售排行榜 | -        | -            | 34,751   | 8週          |
| 2007年2月21日 第一回林檎班大會的模樣 | Oricon DVD週銷售排行榜 | #5       | 23,312       | 34,751   | 8週          |
| 2007年2月21日 第一回林檎班大會的模樣 | Oricon DVD年銷售排行榜 | #43      | 34,751       | 34,751   | 8週          |

### 其他銷售榜
| 名稱                                 | 排行榜 | 首週   | 首週   | 最高   | 最高   | 連續上榜次數 |
| 名稱                                 | 排行榜 | 排 行  | 銷售量 | 排 行  | 銷售量 | 連續上榜次數 |
| ------------------------------------ | ------ | ------ | ------ | ------ | ------ | ------------ |
| 2007年2月21日 第一回林檎班大會的模樣 |        |        |        |        |        |              |
| Soundscan：DVD Top 20                | #2     | 16,102 | #2     | 16,102 | 2週    |              |

## 發行日期
| 國家 | 發行日期      | 發行形式    | 商品編號   | 定價      |
| ---- | ------------- | ----------- | ---------- | --------- |
| 日本 | 2007年2月21日 | DVD         | QIFK-50005 | 4,100日圓 |
| 台灣 | 2007年3月9日  | DVD(進口盤) | QIFK-50005 | 1,150元   |

## 演唱會簡介
《第一回林檎班大會 ADULT ONLY》為日本音樂家椎名林檎組成東京事變後難得的個人演出，這次演唱會僅在東京舉辦了四場「官方歌迷」限定的演唱會，而東京事變理所當然的也是座上嘉賓。前半部分（12月12日、12月13日）各邀請1500人到東京都的惠比壽The Garden Hall參與演唱會的演出，一開始以東京事變作為演唱會的主軸，緊接著是椎名林檎個人的現場演出，最後則是在《賣笑高潮》演唱會中與林檎合作的齋藤毅，他所率領的管弦樂隊與林檎合作下為演唱會畫下完美的句點。
後半部分（12月20日、12月21日）各邀請500人到東京都的代官山UNIT參與演唱會的演出，特別的是椎名林檎邀請了代官山UNIT的民歌手長谷川清志作為演唱會的嘉賓。演唱會一開始是椎名林檎加上長谷川清志的二重奏（女兒MAKI也在旁邊負責長笛的演奏），最後在東京事變的演出之下畫下了句點。

### 演出人員
椎名林檎 × 齋藤毅
- 12月12日、12月13日

椎名林檎 × 長谷川清志 + MAKI
- 12月20日、12月21日

東京事變 × 長谷川清志
- 12月12日、12月13日、12月20日、12月21日

### 公演會場
| 日期           | 都道府縣 | 城市   | 場館                  |
| -------------- | -------- | ------ | --------------------- |
| 日本           |          |        |                       |
| 2005年12月12日 | 東京都   | 目黑區 | 惠比壽The Garden Hall |
| 2005年12月13日 | 東京都   | 目黑區 | 惠比壽The Garden Hall |
| 2005年12月20日 | 東京都   | 澀谷區 | 代官山UNIT            |
| 2005年12月21日 | 東京都   | 澀谷區 | 代官山UNIT            |

### 演出曲目
東京事變
1. 自由式
2. 戀愛幻夢
3. 秘密
4. 入水心願
5. 遭難
6. 丸內虐待狂
7. 修羅場

椎名林檎 x 齋藤毅（日语：斎藤ネコ）
8. 枯葉
9. 歌舞伎町的女王
10. 意識
11. 莖
12. Dynamite
13. la sale de bain
14. 木瓜芒果
15. 夢醒之後
16. 席德與白日夢
17. 迷彩

　椎名林檎
1. 幸福論

椎名林檎 x 長谷川清志（日语：長谷川きよし）
2. Fly me to the moon
3. 補妝

椎名林檎 x 長谷川清 + MAKI
4. 蘋果之歌
5. 祭典騷動
6. 灰色眼神

長谷川清志
7. 離別的森巴

東京事變
8. 戀愛幻夢
9. 秘密
10. 入水心願
11. 喧嘩上等
12. 透明人間
13. 遭難
14. 丸內虐待狂
15. 修羅場
16. 落日

　椎名林檎
1. 石膏

椎名林檎 x 長谷川清志（日语：長谷川きよし）
2. Fly me to the moon
3. 補妝

椎名林檎 x 長谷川清志 + MAKI
4. 蘋果之歌
5. 祭典騷動
6. 灰色眼神

長谷川清志
7. 離別的森巴

東京事變
8. 自由式
9. 戀愛幻夢
10. 秘密
11. 入水心願
12. 喧嘩上等
13. 透明人間
14. 遭難
15. 丸內虐待狂
16. 修羅場

東京事變 x 長谷川清志
17. 落日

## 脚注